# Nyugati-övcsatorna
Nyugati-övcsatorna är en kanal i Ungern. Den ligger i provinsen Somogy, i den västra delen av landet, 150 km sydväst om huvudstaden Budapest.